# Sangüesa
Sangüesa (w jęz. baskijskim Zangozza) – miasto w północnej Hiszpanii w prowincji Nawarra. Położone przy ujściu rzeki Onsella do rzeki Aragón.

## Historia
- pierwsze ślady zamieszkania z okresu panowania rzymskiego;
- 1090 – nadanie praw miejskich przez Sancho Ramíreza, króla Nawarry i Aragonii;

## Zabytki

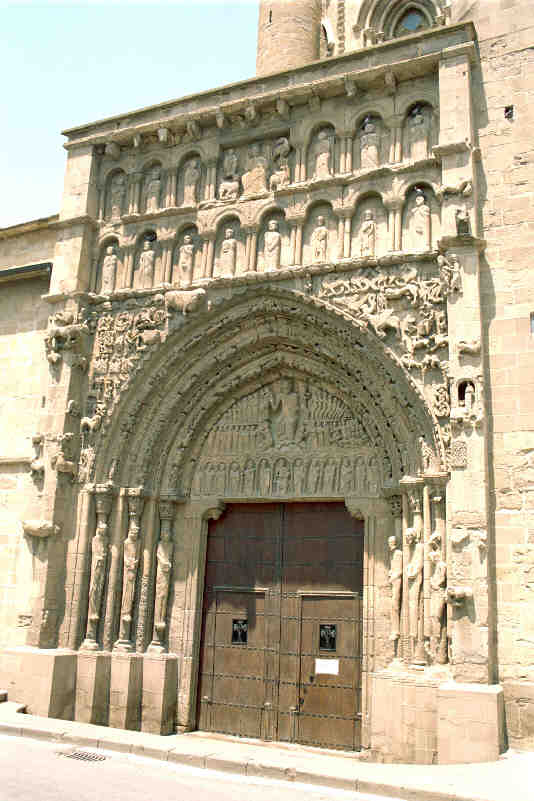
Portal kościoła Santa Maria la Real

- kościół Joannitów Santa María la Real zbudowany około 1190 roku. Warto zwrócić uwagę na bogato rzeźbiony portal wejściowy z licznymi przedstawieniami muzykantów, wojowników i rzemieślników oraz aniołów i mitycznych stworów;
- XII-wieczny gotycki kościół Santiago el Mayor;
- XIII-wieczny gotycki kościół San Francisco
- ratusz z XVI wieku;